# Ruth Schweikertová
Ruth Schweikertová (nepřechýleně Ruth Schweikert; 15. červenec 1965, Lörrach, Bádensko-Württembersko – 4. června 2023) byla německy píšící švýcarská spisovatelka.

## Život a dílo
Narodila se na samotném jihu Německa, avšak vyrůstala ve švýcarském Aarau. Studium germanistiky nedokončila; v roce 1994 vyšla její literární prvotina, soubor povídek s názvem Erdnüsse. Totschlagen, který ihned zaznamenal úspěch. Za svoji literární tvorbu obdržela několik ocenění, např. Solothurnskou literární cenu (2016) či Švýcarskou literární cenu (Schweizer Literaturpreis, 2016). Roku 2016 byla též nominována na Švýcarskou knižní cenu.
Žila s pěti syny a filmařem Ericem Bergkrautem v Curychu.